# Aleksandra Ekster
Aleksandra Aleksandrovna Ekster (em russo:  Александра Александровна Экстер, em ucraniano:  Олександра Олександрівна Екстер; 6 de janeiro de 1882 - 17 de março de 1949) foi uma pintora e designer franco-russa dos movimentos cubo-futurista, suprematista e construtivista.

## Biografia

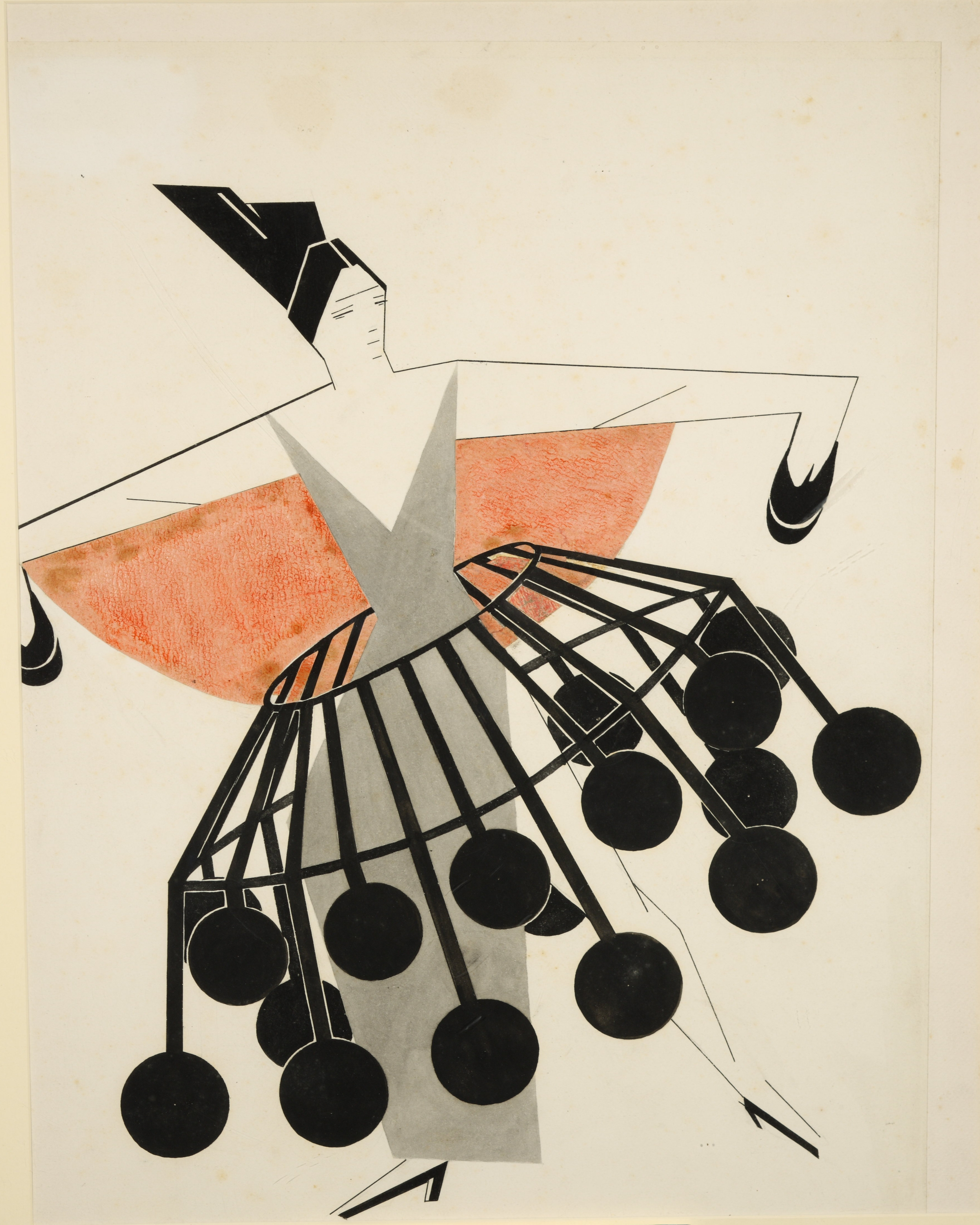
Traje para teatro.

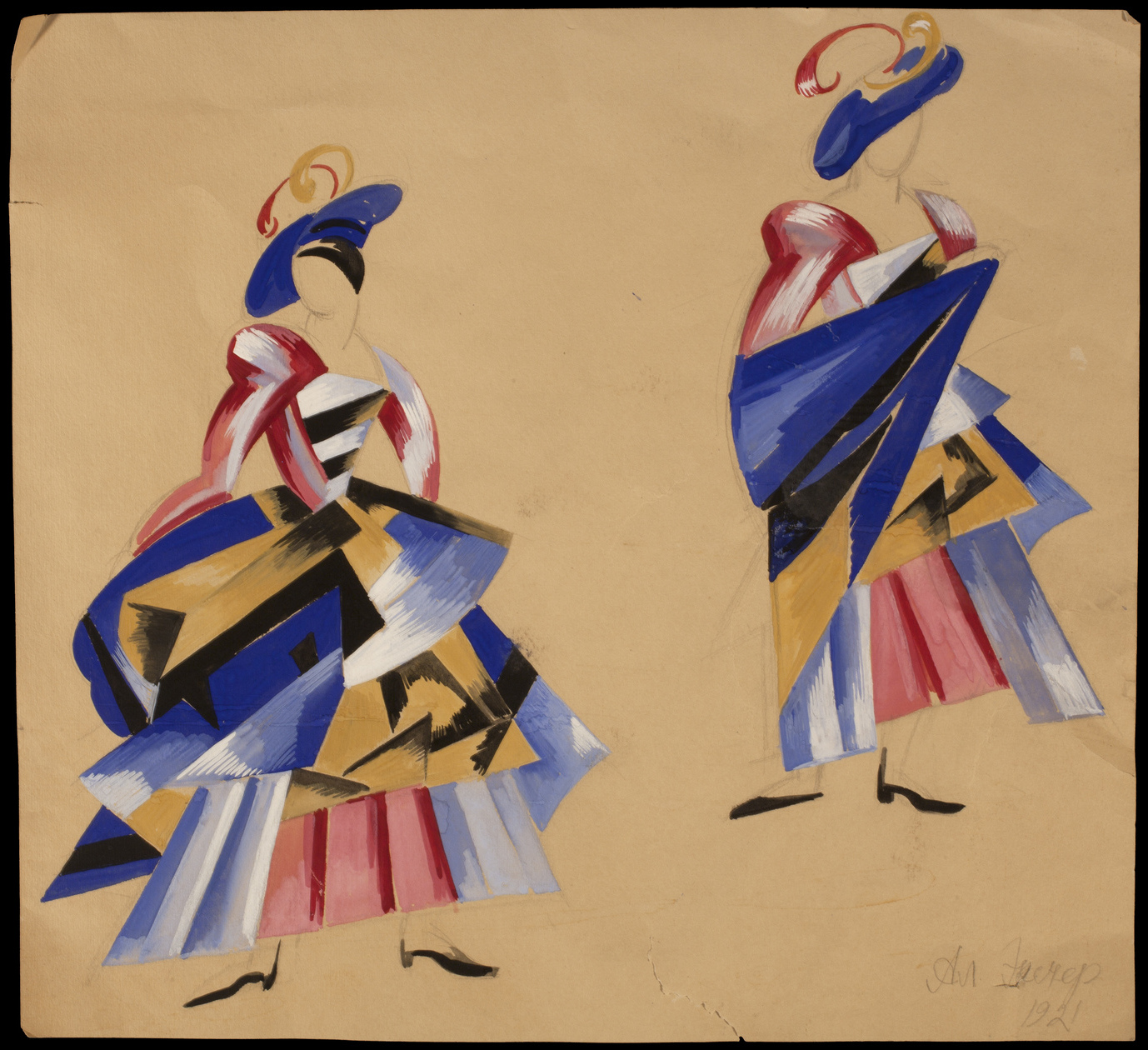
"Costume design for Romeo and Juliette." 1921. Centro M.T. Abraham de Artes Visuais.

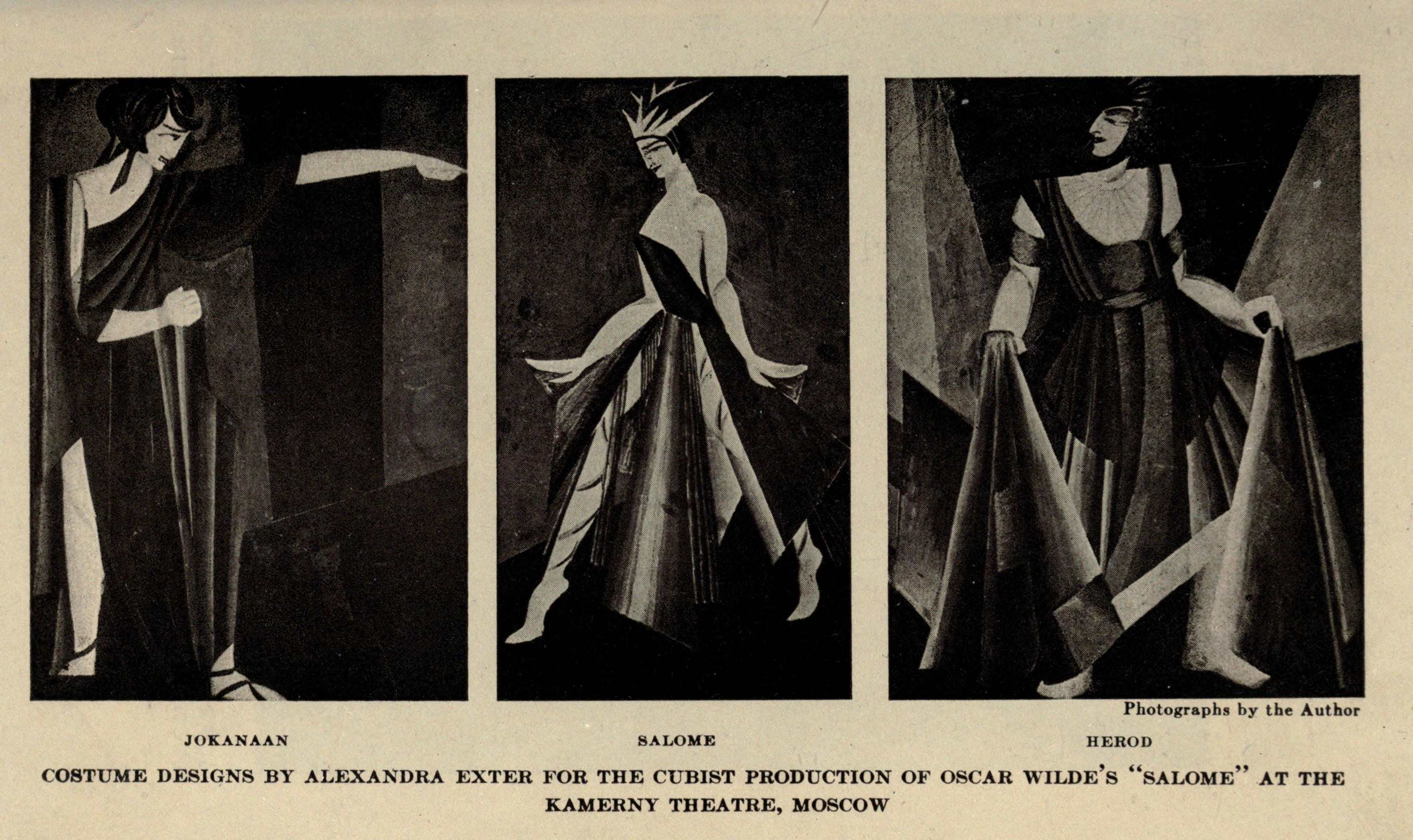
Trajes desenhados por Ekster.

Aleksandra Ekster nasceu no dia 6 de janeiro de 1882 em Białystok, Império Russo (actualmente Polónia) numa família abastada bielorrussa. O seu pai, Aleksandr Grigorovich era um comerciante de sucesso. Em criança, Aleksandra recebeu uma educação privada de qualidade, tendo estudado línguas, música, arte e aulas privadas de desenho. Em 1903 casou com Nikolai Evgenyevich Ekster, um advogado de sucesso de Kiev. Os Eksters faziam parte da elite cultural e intelectual de Kiev. No mesmo período, estudava pintura na Escola Artística de Kiev. Em 1907 passa vários meses com o marido em Paris, onde frequentou a Académie de la Grande Chaumière em Montparnasse. De 1908 a 1924 alternou residência entre Kiev, São Petersburgo, Odessa, Paris, Roma e Moscovo.
O seu estúdio no sótão da Rua Funduklievskaya foi ponto de encontro para a elite intelectual de Kiev. Recebia visitas de poetas e escritores como Anna Akhmatova, Ilia Ehrenburg, e Osip Mandelstam, bailarinas como Bronislava Nijinska e Elsa Kruger, assim como outros artistas como Alexander Bogomazov, Wladimir Baranoff-Rossiné, e outros ainda estudantes como Grigori Kozintsev, Sergei Yutkevich, e Aleksei Kapler. Em 1908 participou numa exposição conjuntamente com membros do grupo Zveno, organizada em Kiev por David Burliuk e Wladimir Burliuk, entre outros.
Em Paris tornou-se amiga pessoal de Pablo Picasso e Georges Braque, que a apresentariam a Gertrude Stein. Em 1914 Ekster participa nas exposições do Salon des Indépendants em conjunto com Kazimir Malevich, Alexander Archipenko, Vadym Meller, Sonia Delaunay-Terk e outros artistas Russos e Franceses. Nesse mesmo ano participa com Archipenko, Koulbine e Rozanova na Exposição Futurista Internacional em Roma. Em 1915 junta-se ao grupo de vanguarda Supremus.

## Vanguarda russa
Ekster absorvia influências de várias fontes e culturas de forma a desenvolver o seu próprio estilo. Em 1915-16 trabalhou em cooperativas artesanais nas cidades de Skoptsi e Verbovka, juntamente com Kazimir Malevich, Yevgenia Pribylskaya, Natalia Davidova,  Nina Genke, Liubov Popova, Ivan Puni, Olga Rozanova e Nadezhda Udaltsova, entre outros. Eskter mais tarde fundou uma oficina de ensino e produção em Kiev (1918-20), onde trabalhariam Vadym Meller, Anatol Petrytsky, Kliment Red'ko, Tchelitchew, Shifrin e Nikritin. Também durante este período foi um dos nomes notáveis do Teatro Kamerny.
Em 1919, juntamente com outros artistas de vanguarda como Kliment Red'ko e Nina Genke-Meller, decorou as ruas de Kiev com motivos abstratos para as comemorações da Revolução. Trabalhou também como figurinista com Vadym Meller no estúdio de ballet da bailarina Bronislava Nijinska. Em 1921 torna-se directora do curso básico de cor na escola artística VKhUTEMAS em Moscovo, cargo que ocuparia até 1924. O seu trabalho seria mostrado a par de outros artistas construtivistas na exposição 5x5=25 organizada em Moscovo em 1921.

## Paris
Em 1924 Aleksandra Ekster emigram para França e estabelecem-se em Paris. No início, torna-se professora na Academia de Arte Moderna, e entre 1926 a 1930 lecciona na Academia de Arte Contemporânea de Fernand Léger. Em 1933 começou a criar iluminuras delicadas (gouache sobre papel) que, sem dúvida, são os mais notórios trabalhos da sua última fase de vida. O manuscrito "Callimaque" (c. 1939), contendo uma tradução francesa de um hino do poeta Grego Callimachus é amplamente reconhecido como a sua obra-prima. Em 1936 participa na exposição Cubismo e Arte Abstracta" em Nova Iorque e exposições individuais em Praga e Paris.
Durante as últimas décadas a sua reputação aumentou radicalmente, assim como o valor das suas obras, o que tem originado a aparição de inúmeras falsificações no mercado e praticamente todas as monografias recentes de Ekster foram publicadas com o propósito único de dar autenticidade a estas falsificações.